# August Plüss
August Plüss (* 7. Juli 1871 in Langenthal; † 7. September 1910 ebenda) war ein Schweizer Archivar und Historiker und eine prägende Figur in der bernischen Geschichtsforschung.

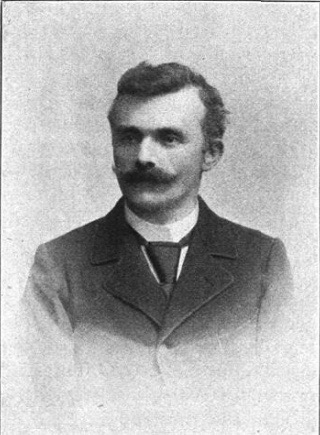
August Plüss (1910)

## Leben

### Familie
August Plüss war der Sohn eines Kaufmanns und hatte mehrere Geschwister.
Er blieb zeit seines Lebens unverheiratet und wurde auf dem Friedhof in Langenthal beigesetzt. Die Trauerzeremonie in der Kirche wurde durch Pfarrer Hans Blaser (1878–1936) vorgenommen.

### Werdegang
Nach dem Abschluss der Sekundarschule in Langenthal besuchte August Plüss ab 1885 das Freie Gymnasium Bern, wo er im März 1891 seine Matura abschloss. Sein anschliessendes Studium an der Universität Bern war geprägt von einem tiefen Interesse an klassischen Sprachen und der Geschichte, insbesondere der Heimatgeschichte. Obwohl er zunächst Theologie studierte, stellte er nach zwei Semestern fest, dass dieser Weg nicht der seine war. Stattdessen widmete er sich der Erforschung der Geschichte und entdeckte seine wahre Berufung. Er besuchte die Vorlesungen von Hermann Hagen, Friedrich Haag, Karl Praechter, Basilius Hidber, Philipp Woker, Gustav Tobler, Wolfgang Friedrich von Mülinen, Ludwig Hirzel, Ferdinand Vetter und Oskar Walzel und erlangte 1900 seinen Doktorgrad der Philosophie magna cum laude in Schweizergeschichte, Latein und Neuhochdeutsch mit einer Dissertation über die Freiherren von Grünenberg. Während des Studiums verbrachte er das Sommersemester 1893 in Wien und besuchte dort die Vorlesungen von Max Büdinger, Heinrich von Zeißberg, Richard Heinzel und Jakob Minor.
Im philologischen Seminar in Bern wurde ihm im Herbst 1895 ein erster Preis für seine Arbeit über einen römischen Landweg zwischen Zürich und Sargans zuteil. Im selben Jahre gab er einige Wochen lang aushilfsweise Unterricht in Latein in der Quarta des Freien Gymnasiums in Bern, und im Sommer 1896 vertrat er seinen Freund Markus Feldmann (1869–1947) am Progymnasium in Thun.
Nach Abschluss seines Studiums erteilte er im August und September 1900 vertretungsweise Unterricht an der Kantonsschule Trogen und nahm Anfang Februar 1901 die Position des Bearbeiters des bernischen Urkundenbuches, der Fontes rerum Bernensium, im bernischen Staatsarchiv an, wo er mit grosser Sorgfalt Urkunden analysierte und kopierte. Er vollendete die Drucklegung des 8. Bandes und besorgte die Herausgabe des 9. Bandes. Besonders geschätzt wurden seine präzisen Bandregister, die den Benutzern des Werkes eine wertvolle Orientierung boten.
Neben seiner Tätigkeit im Archiv war August Plüss auch als Redaktor des Anzeigers für Schweizerische Geschichte aktiv. Seine Fähigkeit, Literatur präzise und ansprechend zu bewerten, machte ihn nicht nur bei Fachleuten, sondern auch bei Laien beliebt. Seine wohlwollenden Einschätzungen trugen zur Bildung und Aufklärung seiner Leser bei und zeugten von seiner Leidenschaft für die Geschichtswissenschaft.
In der Schweizer Armee diente er als Leutnant und Oberleutnant im Bataillon 36.

### Schriftstellerisches und wissenschaftliches Wirken
Für das Thema seiner Dissertation über die Geschichte der Freiherren von Grünenberg in Burgund war es erforderlich, dass er das weit verbreitete Material umsichtig sammelte und den verwickelten Stoff durchdrang. Die Lösung dieser Aufgabe führte aufgrund seiner gewissenhaften Arbeit zu einer höheren Zahl von Semestern. Diese Arbeit bewies nicht nur seine analytischen Fähigkeiten, sondern auch sein Engagement für die Geschichte seiner Heimat. Die Drucklegung der Arbeit, die im Archiv des Historischen Vereins des Kantons Bern erschien, nahm ihn darauf reichlich in Anspruch.
Bei der Erstellung seiner Dissertation wurde er durch seinen Universitätslehrer Wolfgang Friedrich von Mülinen unterstützt, nach dessen Ansicht als Doktorvater die Arbeit von August Plüss im Urteil der Nachwelt die beste Monographie über ein bernisches Adelsgeschlecht geblieben ist.
Im Archiv des Historischen Vereins des Kantons Bern gab er 1901 gemeinsam mit Heinrich Türler mehrere bernische Jahrzeitbücher heraus, und für das Schweizerische Archiv für Heraldik bearbeitete er die Wappen und Siegel der Freiherren von Grünenberg sowie deren Stammbaum für das genealogische Handbuch dieses Archivs.
Sein Vortrag über die Freiherren von Grünenberg und ihre Stellung in der schweizerischen Politik, den er am 7. Juni 1902 in Melchnau vor der Kreissynode des Amtes Aarwangen hielt, erschien im Oberaargauer und darnach in einem Separatabdruck.
Für die Jahre 1902/03 und 1904 redigierte er die Abteilung Schweiz bis 1517 für die Berliner Jahresberichte der Geschichtswissenschaft.
Anfang 1905 übernahm er die Redaktion des Anzeigers für Schweizerische Geschichte, für den er seit 1900 die Übersicht über die Schweiz betreffende Literatur verfasste.
Von 1905 bis zu seinem Tod verfasste er die Literaturberichte, die in den Blättern für bernische Geschichte, Kunst und Altertumskunde veröffentlicht wurden.
In den Deutschen Geschichtsblättern von Armin Tille, vom April 1909, behandelte er in dem Artikel Mitteilungen über das Archivwesen der Schweiz zunächst das Archivwesen des Bundes, indem er einer späteren Zeit die Besprechung der Archive der Kantone, der Gemeinden, Kirchen, Klöster, der Korporationen und Privaten vorbehielt. Ein blosser Textabdruck war die in der schweizerischen Wochenschrift für Pharmacie 1903, Nr. 47, mitgeteilte Apothekerordnung für die Stadt Bern.
Für eine Publikation der Direktion des Thermalkurortes Weissenburg verfasste er einen Abriss der Geschichte des Bades Weissenburg nach den Akten des bernischen Staatsarchivs.

## Mitgliedschaften
Plüss gehörte der Studentenverbindung Zähringia an und war Mitglied der Allgemeinen Geschichtsforschenden Gesellschaft sowie des Historischen Vereins des Kantons Bern.

## Trivia
Plüss, zwei Führer und zwei Kommilitonen, unter anderem Emil Hügli (1873–1956), bestiegen 1894 als erste in der Saison das Schreckhorn.

## Schriften (Auswahl)
- Die Freiherren von Grünenberg in Kleinburgund. In: Archiv des Historischen Vereins des Kantons Bern. Band 16, Heft 1. 1900–1902, S. 43–292 (Digitalisat).
- Wappen und Siegel der Freiherren von Grünenberg in Kleinburgund. In: Schweizerisches Archiv für Heraldik. Band 14, Heft 3. 1900, S. 77–85 (Digitalisat).
- Apotheker-Ordnung für die Stadt Bern aus der Mitte des 15. Jahrhunderts. In: Schweizerische Wochenschrift für Chemie und Pharmacie. Band 41. 1903, S. 562–566 (Digitalisat).
- Eine Wappenschenkung des 14. Jahrhunderts. In: Schweizerisches Archiv für Heraldik. Band 18, Heft 4. 1904, S. 93–96 (Digitalisat).
- Rezepte gegen Beulen und Blattern aus dem Ende des 14. Jahrhunderts. In: Anzeiger für Schweizerische Geschichte. Band 9, Teilband 1904, Heft 1, S. 265–266 (Digitalisat).
- Zum Abzug der Engländer 1376. In: Anzeiger für Schweizerische Geschichte. Band 9, Teilband 1905, Heft 3, S. 83–84 (Digitalisat).
- Zwei Aktenstücke über das militärische Signalwesen im 15. Jahrhundert. In: Anzeiger für Schweizerische Geschichte. Band 10, Teilband 1906, Heft 2, S. 29–330 (Digitalisat).
- Ueber den Anmarsch der Gugler 1375. In: Anzeiger für Schweizerische Geschichte. Band 10, Teilband 1907, Heft 2, S. 175–176 (Digitalisat).
- Fridau. In: Anzeiger für Schweizerische Geschichte. Band 10, Teilband 1908, Heft 3, S. 308 (Digitalisat).
- Kriegsgeschichtliches vom Lötschenpass. In: Anzeiger für Schweizerische Geschichte. Band 10, Teilband 1908, Heft 3, S. 321–327 (Digitalisat).
- Geschichte von Hutwill bis zum Übergang an Bern im Jahre 1408. In: Neues Berner Taschenbuch. Band 13. 1907, S. 165–199 (Digitalisat).
- Aus den Lebenserinnerungen Alfred Carl Friedrichs v. Büren 1797–1802. In: Neues Berner Taschenbuch. Band 13. 1907, S. 1–38 (Digitalisat).
- Freie von Grünenberg und Langenstein. In: Genealogisches Handbuch zur Schweizer Geschichte. 1908, S. 280–289 (Digitalisat).
- Zur Herkunft des Bischofs Johann II. von Chur. In: Anzeiger für Schweizerische Geschichte. Band 10, Teilband 1909, Heft 4, S. 476–477 (Digitalisat).
- Mitteilungen über das Archivwesen der Schweiz. In: Deutsche Geschichtsblätter. Band 10. 1909, S. 163–169 (Digitalisat).